# Il bacio (Zandonai)
Il bacio è un'opera incompiuta di Riccardo Zandonai.
È stata eseguita per la prima volta postuma nel 1954, a dieci anni dalla scomparsa del compositore.
Dell'esecuzione, in forma di concerto presso gli studi della RAI di Milano, è stata pubblicata la registrazione dal vivo, con la direzione di Francesco Molinari Pradelli e la partecipazione di Lina Pagliughi, Rosetta Noli, Angelo Lo Forese.